# Cesana Torinese
Cesana Torinese (piemontesisch Cesan-a, okzitanisch Cesana) ist eine italienische Gemeinde in der Metropolitanstadt Turin (TO), Region Piemont.

## Lage und Einwohner
Cesana Torinese liegt auf einer Höhe von 1354 m über dem Meeresspiegel am Zusammenfluss der Gebirgsbäche Ripa und Dora zur Dora Riparia. Das Gemeindegebiet umfasst eine Fläche von 121,3 km² und hat 886 Einwohner (Stand 31. Dezember 2023). Die Gemeinde besteht aus den Ortsteilen Bousson, Désertes, Fénils, Mollières, Solomiac, Thures, Champlas Seguin, Rhuilles, San Sicario Borgo, San Sicario Alto und Pra Claud.
Die Nachbargemeinden sind Abriès-Ristolas, Cervières, Claviere, Montgenèvre, Névache, Oulx, Sauze di Cesana und Sestriere.

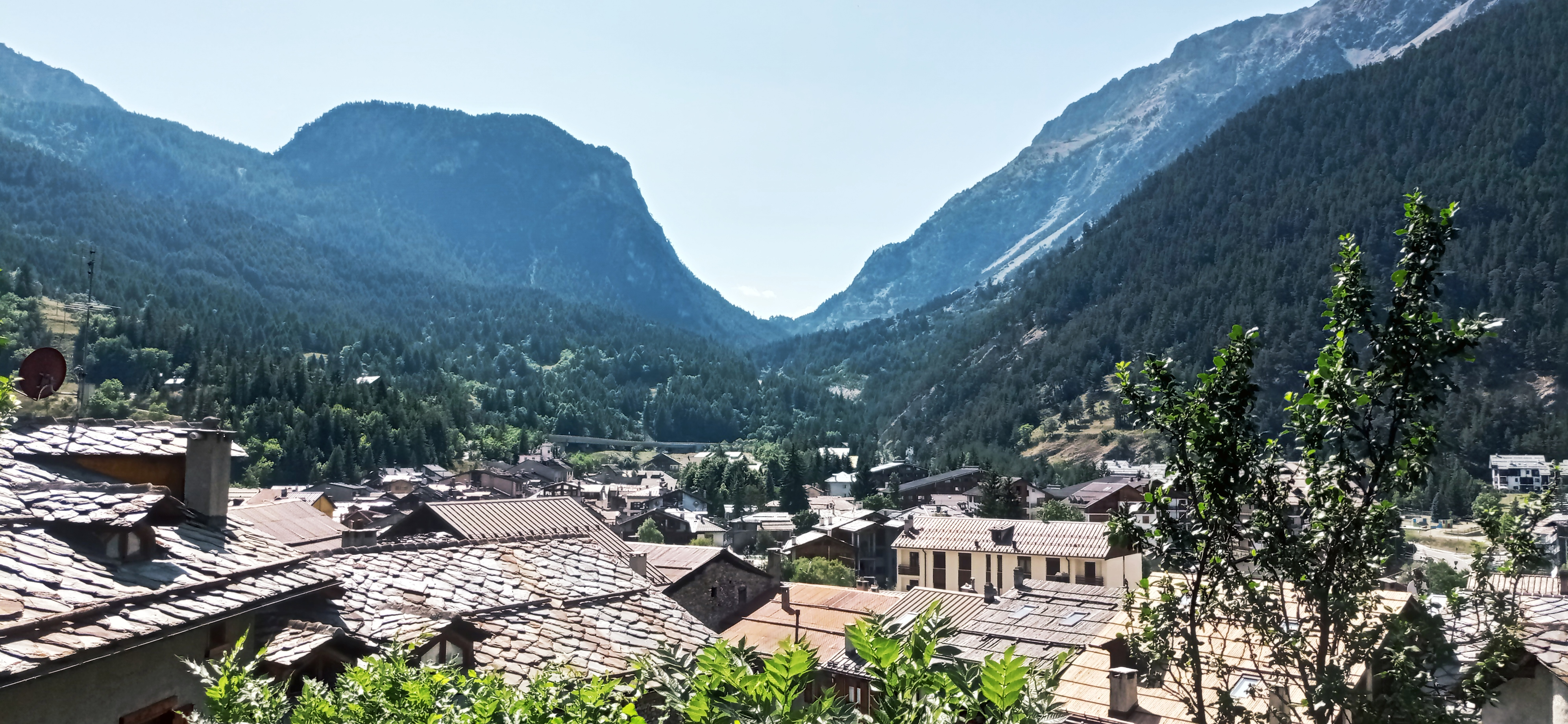
Panorama

## Sport

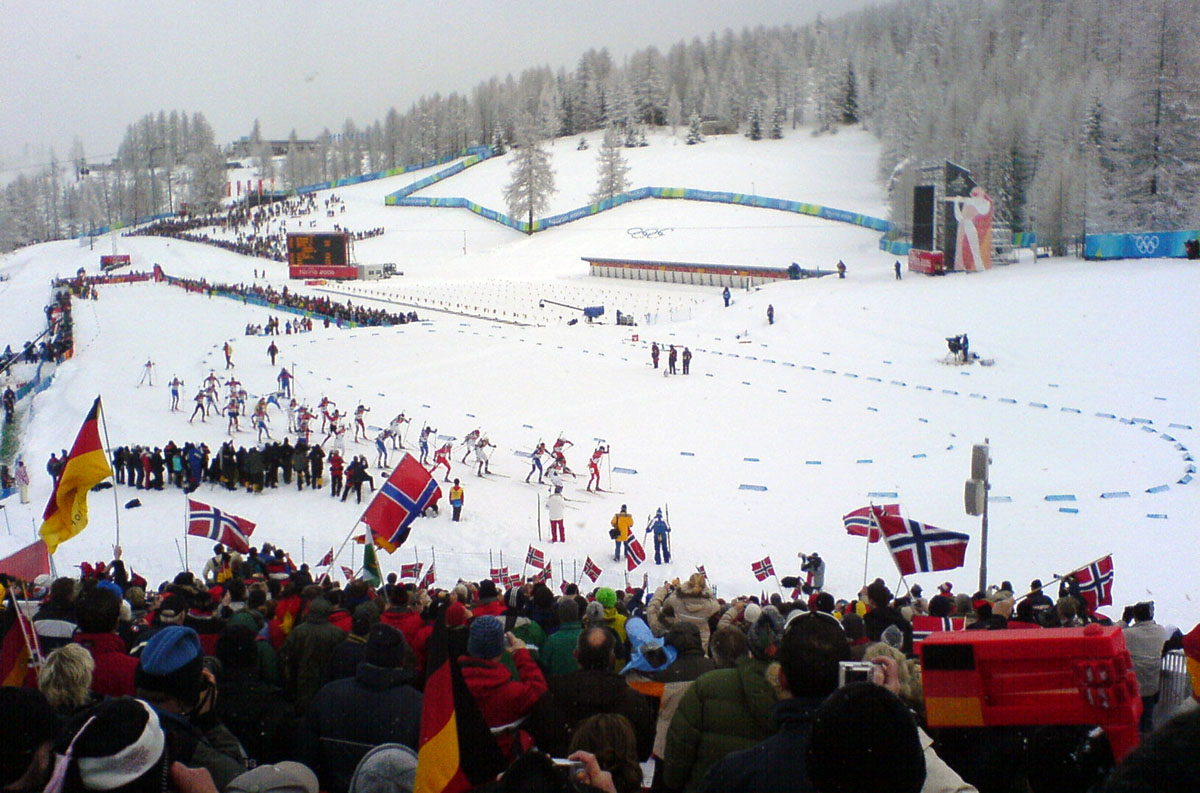
Massenstart 15 km in Cesana San Sicario

Für die Olympischen Winterspiele 2006 wurde bei Cesana (Flurname Pariol) eine Kunsteisbahn für die Wettbewerbe im Bobsport, Rennrodeln und Skeleton errichtet. Die Bahn wurde 2012 geschlossen.
Auch die olympischen Biathlon-Wettbewerbe (im Centro Olimpico di Biathlon in der Ortschaft San Sicario) und die Ski-Alpin-Rennen der Frauen in den Disziplinen Abfahrt, Alpine Kombination und Super-G (im oberen Ortsteil San Sicario Alto) fanden in Cesana statt.
Am Rande der Rodel-Weltmeisterschaft 2011 ernannte Cesana den erfolgreichsten italienischen Rennrodler Armin Zöggeler aus Südtirol zum Ehrenbürger.